# SN 2002bc
SN 2002bc – supernowa odkryta 15 lutego 2002 roku w galaktyce A051616-4853. W momencie odkrycia miała maksymalną jasność 23,80m.